# Wilhelm Salomon Freund

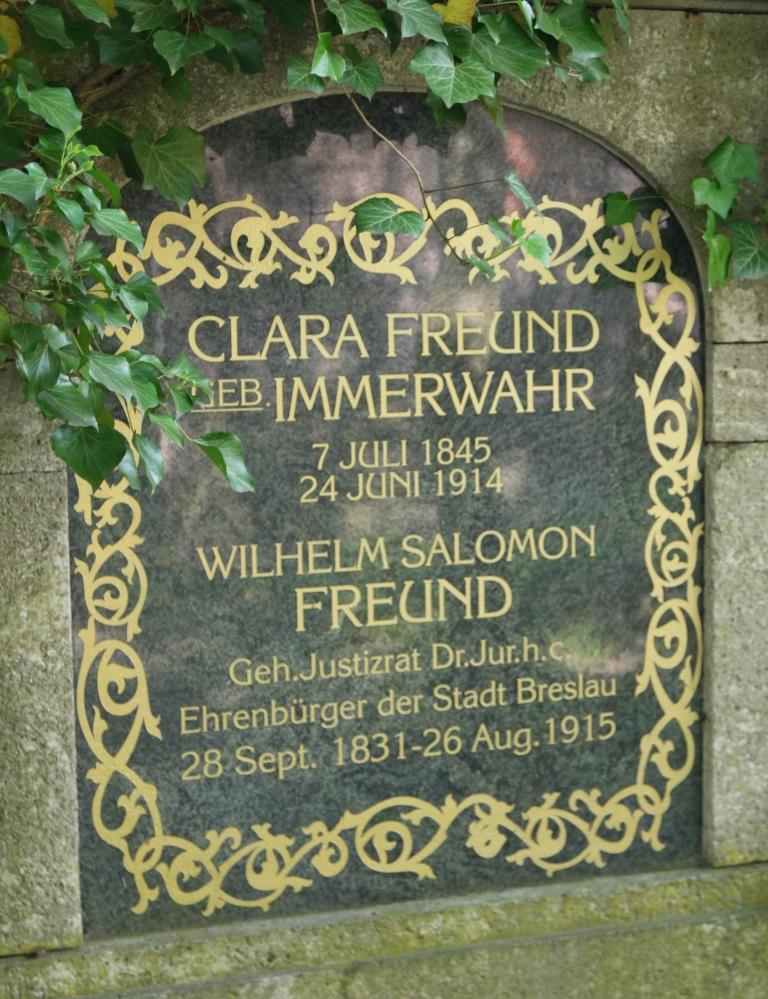
Płyta nagrobna Wilhelma Salomona Freunda

Wilhelm Salomon Freund (ur. 28 września 1831 w Śmiglu, zm. 26 sierpnia 1915 we Wrocławiu) – niemiecki adwokat i polityk, Honorowy Obywatel Miasta Wrocławia.

## Życiorys
W wieku dwudziestu lat ukończył studia prawnicze we Wrocławiu. Od roku 1862 wykonywał zawód adwokata i radcy prawnego. W roku 1871 po raz pierwszy został wybrany do Zgromadzenia Radnych Miejskich Wrocławia, w latach 1887–1915 był jego przewodniczącym. W latach 1876–1879 był deputowanym do pruskiego Landtagu, następnie w latach 1879–1881 był posłem do Reichstagu z ramienia Niemieckiej Partii Postępu (Deutsche Fortschrittpartei). W latach 1884−1915 był przewodniczącym wrocławskiej izby adwokackiej. 1 maja 1901r. z okazji 50-lecia pracy zawodowej otrzymał tytuły: Honorowego Obywatela Miasta Wrocławia, doktora honoris causa fakultetu prawa Uniwersytetu Wrocławskiego i honorowego członka żydowskiej organizacji „Towarzystwo Braci”. Został pochowany na cmentarzu przy ul. Ślężnej we Wrocławiu.